# 東芝コンシューママーケティング
東芝コンシューママーケティング株式会社（とうしばコンシューママーケティング、英: TOSHIBA CONSUMER MARKETING CORPORATION）は、家電製品等の営業・販売、個人向けの修理サービスなどを行う会社。東芝ライフスタイルの子会社。

## 概説
家電製品等の営業・販売、個人向けの修理サービスは、東芝コンシューママーケティング（以下「初代TCM」）の社内カンパニーグループであった東芝コンシューマフィールドマーケティング社が行っていた。2008年4月、東芝の家電事業の再編に伴い、初代TCMの社内カンパニーと国内における営業部門を担う東芝エルイーマーケティングを統合し、「東芝コンシューママーケティング（2代目TCM）」となった。なお、初代TCMは同日、家電電気部門の総括会社として、東芝コンシューマエレクトロニクス・ホールディングス株式会社に商号変更した。
2013年10月、親会社の東芝コンシューマエレクトロニクス・ホールディングスがグループ事業の組織再編に伴い事業を停止し、2014年1月には東芝に吸収合併され、当社は東芝の直接子会社となった。同年4月には、東芝ホームアプライアンスと東芝の映像事業の統合により発足した東芝ライフスタイル傘下に移行した。
2014年7月、同じく東芝ライフスタイルの傘下で国内サービス事業を行っていた「東芝テクノネットワーク」が、2代目TCMを吸収合併し、「東芝コンシューママーケティング（3代目TCM）」となった。これにより、東芝テクノネットワークが行っていた国内サービス事業を当社で引き継ぐとともに、当社の設立日が東芝テクノネットワークの前身にあたる富士光の設立日となった。
かつては東芝テクノネットワークが「TOSHIBA」ブランド地デジアンテナ、BS・110度CSパラボラアンテナ&スカパー!プレミアムサービス用パラボラアンテナ、ブースター、分配器、地デジ/BS110度CS分波器を製造。それら製品は「REGZA」カタログにも掲載されていたが、グループ再編後は自社生産より撤退。現在「東芝ストアー」へ供給されるアンテナとその周辺部品類は他社製品に変わっている。なお、アンテナ・メディア事業は2019年4月1日付で日本アンテナへ譲渡された。

## 歴史

### 東芝テクノネットワーク株式会社
- 1953年（昭和28年）11月 - 富士光株式会社として設立。
- 1957年（昭和32年）
  - 7月 - 東芝が資本参加。
  - 12月 - 東芝アンテナサービス株式会社に商号変更。
- 1959年（昭和34年）11月 - 東芝家庭電器サービス株式会社に商号変更。
- 1965年（昭和40年）2月 - 東芝家庭電器サービスの各営業所を新サービス会社として分社化。
- 1983年（昭和58年）9月 - 東芝関東家電サービスと東芝横浜家電サービス株式会社の2社を合併し、東芝首都圏サービス株式会社に商号変更。
- 1984年（昭和59年）9月 - 東芝信越家電サービス株式会社から新潟県エリアの営業権を譲り受ける。
- 1991年（平成3年）7月 - 東芝首都圏テクノネットワーク株式会社に商号変更。
- 1995年（平成7年）10月 - 東芝西日本テクノネットワーク株式会社と合併し、東芝テクノネットワーク株式会社に商号変更。その際、新潟県・静岡県・中国・四国エリアを東芝新潟テクノネットワーク株式会社、東芝静岡テクノネットワーク株式会社、東芝中国テクノネットワーク株式会社、東芝四国テクノネットワーク株式会社として分社化。
- 1996年（平成8年）
  - 4月 - 沖縄県エリアの営業権を新たに発足した沖縄東芝株式会社へ移管。
  - 11月 - 東芝の完全子会社となる。
- 1997年（平成9年）10月 - 本店を東京都台東区へ移転。
- 2002年（平成14年）10月 - 東芝テクノネットワークを存続会社として、北海道・東北・新潟・静岡・中部・北陸・中国・四国・九州の各地域会社を吸収合併。全国一社体制となる。

### 東芝コンシューママーケティング株式会社
- 2003年（平成15年）10月 - 東芝の社内カンパニーの一つであった「家電機器社」を会社分割により分社化、東芝ライフエレクトロニクス株式会社と統合して（初代）東芝コンシューママーケティング株式会社を発足。
- 2008年（平成20年）4月 - 家電事業の再編に伴い、初代TCMは中間持株会社「東芝コンシューマエレクトロニクス・ホールディングス株式会社」に商号変更。東芝テクノネットワークは同社の傘下となる。併せて、初代TCMの販売機能部門における社内カンパニーであった東芝コンシューマフィールドマーケティング社と国内の営業部門を担っていた東芝エルイーマーケティング株式会社が統合し、国内コンシューマ向け販売会社として（2代目）東芝コンシューママーケティング株式会社が発足。
- 2014年（平成26年）
  - 1月 - 東芝コンシューマエレクトロニクス・ホールディングスの東芝への吸収合併に伴い、東芝テクノネットワーク及び2代目TCMが東芝の直接子会社となる。
  - 4月 - 東芝ライフスタイル株式会社の発足により、東芝テクノネットワーク及び2代目TCMは同社の子会社となる。
  - 7月 - 東芝テクノネットワークが2代目TCMを吸収合併し、（3代目）東芝コンシューママーケティング株式会社に商号変更。
- 2016年（平成28年）
  - 2月 - 本社を川崎市川崎区に移転。
  - 6月 - 親会社の東芝ライフスタイルが中国・美的グループ傘下入り。当社も同グループの傘下に入る。
- 2019年（平成31年）4月 - アンテナ・メディア事業を日本アンテナ株式会社へ譲渡[2][3][4]。

## 関係会社
- 東芝ライフスタイル株式会社（親会社）
- 東芝テクノシステム株式会社
- 東芝エルイートレーディング株式会社（「TOSHIBA」、および「AUREX」ブランドのジェネリック〈ゼネラル〉オーディオ機器を製造）
- 東芝エルイーソリューション株式会社
- 沖縄東芝株式会社
- テクノプロサポート株式会社